# Philipp Löpfe
Philipp Löpfe (* 12. Juli 1953) ist ein Schweizer Wirtschaftsjournalist, Autor und Publizist.

## Leben
Nach der Matura an der Kantonsschule Sargans studierte Löpfe Anglistik und Ethnologie an der Universität Zürich, wo er 1981 mit dem Lizenziat abschloss. Er besuchte die Ringier-Journalistenschule und schloss später ein MBA an der Universität St. Gallen.
Löpfe befasst sich mit Wirtschaftsthemen und Politik. Von 1988 bis 1990 war er Chefredaktor des SonntagsBlicks, 1991 bis 1998 war er stellvertretender Chefredaktor der Wirtschaftszeitung Cash und von 1999 bis 2002 Chefredaktor des Tages-Anzeigers, danach schrieb er als freier Autor. Ab 2006 arbeitete er für das Nachrichtenmagazin Facts. Seit 2014 ist er als Wirtschaftsjournalist bei der Online-Newsplattform watson.ch tätig.
Philipp Löpfe ist der Bruder des Journalisten Koni Loepfe.

## Publikationen
- mit Werner Vontobel: Der Irrsinn der Reformen: Warum mehr Wettbewerb und weniger Staat nicht zu Wohlstand führen. Orell Füssli, Zürich 2005, ISBN 3-280-05133-9.
- Ich verstehe nur DAX! Die globalisierte Wirtschaft einfach erklärt. Orell Füssli, Zürich 2008, ISBN 978-3-280-05296-9.
- mit Werner Vontobel: Arbeitswut: Warum es sich nicht lohnt, sich abzuhetzen und gegenseitig die Jobs abzujagen. Campus, 2008, ISBN 978-3-593-38566-2.
- Banken ohne Geheimnisse: was vom Swiss Banking übrig bleibt. Orell Füssli, Zürich 2010, ISBN 978-3-280-05377-5.
- mit Werner Vontobel: Aufruhr im Paradies: die neue Zuwanderung spaltet die Schweiz. Orell Füssli, Zürich 2011, ISBN 978-3-280-05406-2.
- mit Werner Vontobel: Reiche Multis, arme Bürger: die unsoziale Kehrseite der maßlosen Unternehmensgewinne. Orell Füssli, Zürich 2012, ISBN 978-3-280-05473-4.
- mit Werner Vontobel: Wirtschaft boomt, Gesellschaft kaputt: Eine Abrechnung. Orell Füssli, Zürich 2014, ISBN 978-3-280-05534-2.
- mit Oliver Fiechter: Aufstieg der digitalen Stammesgesellschaft: die neue grosse Transformation. Verlag Neue Zürcher Zeitung, Zürich 2016, ISBN 978-3-03810-190-1.

## Auszeichnungen
- 2012, 2015, 2016: Wirtschaftsjournalist des Jahres. Verliehen von den Lesern des Branchenmagazins Schweizer Journalist.[2][3]